# Juan Guillermo Cuadrado
Juan Guillermo Cuadrado (Necoclí, Antioquia, Colòmbia, 26 de maig 1988) és un futbolista professional colombià que juga com a migcampista o lateral dret a l'Atalanta Bergamasca Calcio de la Lliga Italiana de Futbol.

## Palmarès
Chelsea FC
- 1 Lliga anglesa: 2014-15

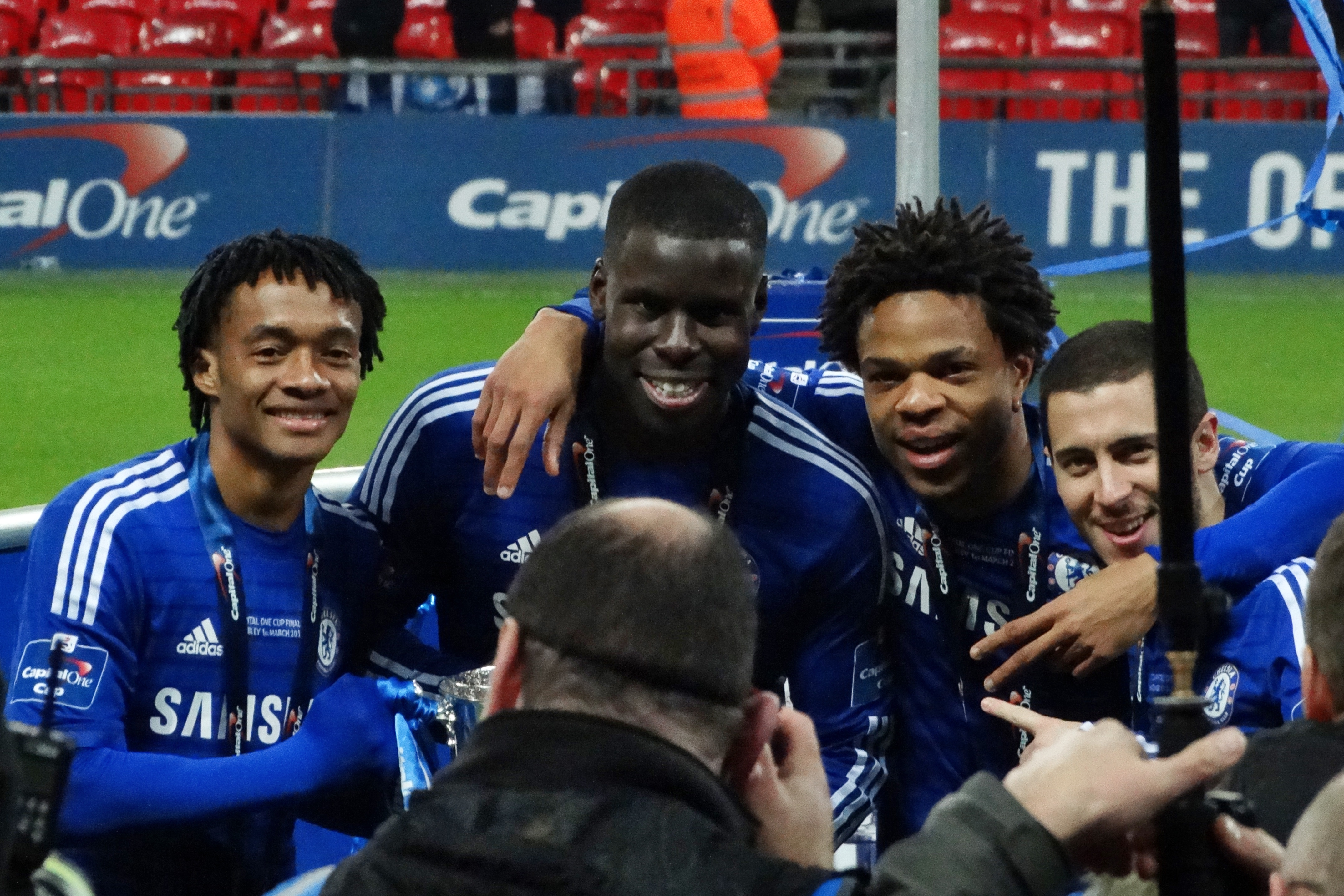
Cuadrado (esquerra) amb la Copa de la Lliga i amb una medalla de guanyador després de la final de la Copa de la Lliga de 2015

- 1 Copa de la lliga anglesa: 2014-15

Juventus FC
- 5 Serie A: 2015-16, 2016-17, 2017-18, 2018-19, 2019-20
- 4 Copes italianes: 2015-16, 2016-17, 2017-18, 2020-21
- 2 Supercopes italianes: 2018, 2020

Inter de Milà
- 1 Serie A: 2023-24
- 1 Supercopa italiana: 2023